# Adolf von und zu Gilsa
Friedrich Wilhelm Adolf von und zu Gilsa (* 28. November 1876 in Höxter; † 7. Juni 1945 in Idar-Oberstein) war ein deutscher Verwaltungsbeamter und Rittergutsbesitzer.

## Leben
Adolf von und zu Gilsa studierte Rechtswissenschaft an der Georg-August-Universität Göttingen. 1896 wurde er Mitglied des Corps Saxonia Göttingen. Nach dem Studium absolvierte er das Referendariat und bestand 1905 das zweite Staatsexamen. Er wurde Regierungsassessor beim Oberpräsidium Kassel.
Am 16. Mai 1911 wurde Gilsa Landrat des Kreises Kirchhain. Am Ersten Weltkrieg nahm er als Hauptmann der Reserve des 2. Garde-Regiments zu Fuß und als Bataillonskommandeur im Reserve-Ersatz-Infanterie-Regiment Nr. 1 an den Kampfhandlungen an der Westfront teil und erhielt als Auszeichnung das Ritterkreuz mit Schwertern des Hohenzollernschen Hausordens. 1917 wechselte er zur Militärverwaltung Litauen, deren stellvertretender Verwaltungschef er bis 1919 war. 
Nach dem Ersten Weltkrieg kehrte Gilsa als Landrat in den Kreis Kirchhain zurück. 1928 wurde er als Oberregierungsrat zur Regierung in Kassel versetzt. Zum 1. Mai 1933 trat er der NSDAP bei (Mitgliedsnummer 2.400.214) und wurde im selben Jahr Landrat im Kreis Schlüchtern. Wegen der Partei-Mitgliedschaft musste er Ende 1938 aus dem Johanniterorden austreten, dem Gilsa 1917 als Ehrenritter beigetreten war und ab 1927 als Rechtsritter des Hessischen Genossenschaft angehörte. Nachdem der Landrat des Kreises Gelhausen Wilhelm Kausemann 1941 gefallen war, versah Gilsa zusätzlich bis zur Ernennung eines Nachfolgers 1943 vertretungsweise das Amt des dortigen Landrats. 
1945 wurde er von der US-amerikanischen Militärverwaltung des Amtes enthoben, inhaftiert und im Lager Idar-Oberstein interniert, wo er alsbald verstarb.
Gilsa war vormals Miteigentümer und Generalbevollmächtigter des Ritterguts Oberhof Gilsa. Er war verheiratet mit Vera geb. Freiin von Knobelsdorf. Der Landrat Gottfried von und zu Gilsa war sein Bruder.

### Sekundärliteratur
- Johanniter-Ordensblatt, Mitteilungsblatt für die Mitglieder des Johanniterordens, 143. Nachweisung, Ausgabe 30. Dezember 1938, Eigenverlag, Berlin 1938, S. 71.